# C'est la vie (chanson de Robbie Nevil)
Pour les articles homonymes, voir C'est la vie.
 (avril 2015).
Si vous disposez d'ouvrages ou d'articles de référence ou si vous connaissez des sites web de qualité traitant du thème abordé ici, merci de compléter l'article en donnant les références utiles à sa vérifiabilité et en les liant à la section « Notes et références ».
C'est la vie est une chanson du chanteur américain Robbie Nevil, sortie en 1986. Écrite par Nevil, avec Duncan Pain et Mark Holding, Robbie Nevil a enregistré la chanson pour son premier album éponyme, et celle-ci est sortie en tant que premier single. La chanson fut utilisée par Les Inconnus sur scène lors d'un de leur spectacle. Cette chanson apparaît également dans le jeu vidéo Grand Theft Auto: Episodes from Liberty City sur la station de radio Vice City FM.